# كينيث أو. هيل
كينيث أو. هيل هو فيزيائي ومهندس كندي، ولد في 1939 في غوادالاخارا في المكسيك.